# Creative Assembly Sofia
Creative Assembly Sofia – bułgarskie studio produkujące gry komputerowe, założone w 2001 roku pod nazwą Black Sea Studios. Studio najbardziej znane jest z produkcji historycznej gry strategicznej czasu rzeczywistego Knights of Honor, a także taktycznej gry fabularnej WorldShift.
14 lipca 2008 roku studio zostało wykupione przez niemieckiego producenta gier komputerowych Crytek, przez co przyjęło nazwę Crytek Black Sea.
W grudniu 2016 roku Crytek zapowiedział, że w związku z problemami finansowymi zamkniętych zostanie 5 z 7 oddziałów firmy na świecie włączając w to Crytek Black Sea. W marcu 2017 studio zostało wykupione przez Creative Assembly, które jest filią SEGI. Nazwę studia zmieniono na Creative Assembly Sofia.

## Gry stworzone przez Black Sea Studios i Crytek Black Sea
| Gra              | Rok wydania | Platforma         | Stworzone przez   |
| ---------------- | ----------- | ----------------- | ----------------- |
| Extinction       | 2004        | Microsoft Windows | Black Sea Studios |
| Knights of Honor | 2005        | Microsoft Windows | Black Sea Studios |
| WorldShift       | 2009        | Microsoft Windows | Crytek Black Sea  |
| Twin Sector      | 2010        | Microsoft Windows | Crytek Black Sea  |
| Arena of Fate    | 2015 (Beta) | Microsoft Windows | Crytek Black Sea  |